# DN15C
DN15C este un drum național secundar din România, care leagă Piatra Neamț de Fălticeni. Se termină în DN2 care duce mai departe la Suceava.
În zona comunei Agapia, drumul are două ramificații secundare, DN15G și DN15F, care duc spre mânăstirea Văratec și respectiv Mănăstirea Agapia.